# Дијалекти српског језика
Дијалекти српског језика су дијалекти, односно варијететски облици српског језика. Засновани су на штокавском нарјечју и чине дијалекатски континуум. Простиру се на матичном говорном подручју српског језика, а обухватају и српске језичке енклаве изван матичних области, као и српске заједнице у дијаспори. Деле се на три оновне групе, које обухватају староштокавске, средњоштокавске и новоштокавске дијалекте. Сваки дијалекат српског језика се даље дели на говоре, одосно субдијалекте.

## Основна подела
Дијалекти српског језика се говоре на територији Србије, Црне Горе, Босне и Херцеговине и Хрватске. На југоистоку се граниче са дијалектима бугарског и македонског језика, а на западним подручјима се граниче или преплићу са дијалектима хрватског и бошњачког језика. Припадају дијалекатском континууму који је изворно настао на просторима средњовјековних српских држава, а потом се проширио услед миграционих кретања српског становништва.
Дијалекти српског језика се класификују на основу два критеријума: рефлекса јата и прозодије. Прва првом критеријуму деле се на дијалекте екавског, ијекавског и икавског изговора, са могућношћу њихових комбинација (нпр. екавско-ијекавски или екавско-икавски). Други критеријум је заснован на степену развоја акцентуације, те се по том основу деле на: староштокавске, средњоштокавске и новоштокавске дијалекте.
Дијалекти српског језика су:
- зетско-рашки (ијекавски, староштокавски)
- источнохерцеговачки (ијекавски, новоштокавски)
- косовско-ресавски (екавски, староштокавски)
- призренско-јужноморавски (екавски, средњоштокавски)
- сврљишко-заплањски (екавски, средњоштокавски)
- тимочко-лужнички (екавски, средњоштокавски)
- шумадијско-војвођански (екавски, новоштокавски)

Дијалекти са мањинским учешћем говорника који припадају српском народу:
- источнобосански (ијекавски, староштокавски)
- славонски (икавски, староштокавски)
- млађи икавски (икавски, новоштокавски)

## Староштокавски дијалекти српског језика
Староштокавски дијалекти су се раније простирали на ширем простору од Јадранског мора до Панонске низије, а данас обухватају средишњу зону штокавског нарјечја. Одликују их екавски и ијекавски изговори.
У староштокавске дијалекте се убрајају зетско-рашки и косовско-ресавски дијалекат.

## Средњоштокавски дијалекти српског језика
Средњоштокавски дијалекти се протиру на територији Косова, Метохије, југоисточне Србије (укључујући и северни део данашње Републике Македоније), на потезу Дечани-Призрен до околине Сталаћа и Сокобање, обухватајући југоисточну зону штокавског нарјечја, а одликује их екавски изговор.
У средњоштокавске дијалекте се убрајају призренско-јужноморавски, сврљишко-заплањски и тимочко-лужнички дијалекат.

## Новоштокавски дијалекти српског језика
Новоштокавски дијалекти се простиру територији западне и северне Србије, северозападне Црне Горе, Босне и Херцеговине и Хрватске, обухватајући западну и северну зону штокавског нарјечја. Одликују их екавски, ијекавски и икавски изговори.
У новоштокавске дијалекте се убрајају источнохерцеговачко-крајишки и шумадијско-војвођански дијалекат.